# Joe Valachi
Joseph Michael (Joe) Valachi, bijgenaamd Joe Cago, Joe Cargo (New York, 22 september 1904 – El Paso (Texas), 3 april 1971) was een Amerikaanse maffia-gangster. Hij was de eerste persoon die bevestigde lid te zijn van de Amerikaanse maffia en ook de eerste persoon die openbaringen gaf over de achtergrond en werkwijze van de Cosa Nostra. Aan de hand van gigantische schema's met honderden verschillende namen, wees hij de kopstukken van de georganiseerde misdaad in Amerika aan en onthulde hij de naam Cosa Nostra, wat door hem vertaald werd als Our Thing en/of Our Family. In het Nederlands wordt de naam meestal vertaald als "Onze Zaak".

## Verhoren
Tijdens de legendarische verhoren die Joe Valachi gaf onder ede kregen Amerika en de wereld voor het eerst een glimp van de keiharde maffia die zich had genesteld in de VS. Joe Valachi gaf details over de families, de hoofden van de families, de organisatiestructuur, inwijdingsrituelen, de omerta en de werkwijzen van de maffia.
De laatste woorden van Valachi tijdens het verhoor:
Valachi: Senator, senator, can I say something senator?

Senator: Yeah

Valachi: Eh...After what I'm telling you now, I need to go no further and say nothing else. This here, what I am telling you, what I am exposing...to you and the press and everybody.
THIS IS MY DOOM!
Hiermee bedoelde Valachi dat hij de omerta verbroken had en dat ieder die de Cosa Nostra verraadt, een doodvonnis staat te wachten. Joseph Valachi is daarna altijd bewaakt door gewapende lijfwachten en overleed in 1971 aan een hartaanval in zijn cel.